# Mühlgraben (Austria)
Mühlgraben (węg. Malomgödör) – gmina w Austrii, w kraju związkowym Burgenland, w powiecie Jennersdorf. Liczy 408 mieszkańców (1 stycznia 2014).